# 尤里波斯之围
尤里波斯之围是880年代中期由塔尔苏斯总督亚斯曼·哈迪姆（Yazaman al-Khadim）阿拔斯王朝舰队对尤里波斯（今哈尔基斯）进行的围城。当地拜占庭将领奥尼亚斯（Oineiates）成功地保卫了城市并摧毁了大部分的围城力量。

## 背景
公元820年代，穆斯林对西西里岛的征服以及克里特酋长国的建立使得拜占庭帝国与阿拉伯人在地中海的力量平衡发生了变化，穆斯林在征服西西里岛后很快开始在意大利半岛建立穆斯林基地，同时克里特岛被攻占使得爱琴海向穆斯林势力敞开，使得穆斯林可以不断地对附近地区发动袭击。除了克里特岛穆斯林的袭击外，阿拔斯王朝哈里发在奇里乞亚的边境地区加强了军力，塔尔苏斯成为了对拜占庭领土进行陆地和海上进攻的重要基地，这在亚斯曼·哈迪姆在882-891年担任塔尔苏斯总督期间尤甚。

## 围城
在883年击败拜占庭针对塔尔苏斯的进攻不久之后，亚斯曼集结了他的军队，对拜占庭在希腊的领土进行了一次大规模的突袭。根据11世纪历史学家约翰·斯基里泽斯的记载，亚斯曼的舰队包括30艘重型舰船（称为koumbaria，专为作战和货运用途设计），对尤里波斯（Euripos，拜占庭对哈尔基斯的称呼，位于中希腊和埃维亚岛之间的埃夫里波斯海峡中）发动了进攻。然而拜占庭皇帝巴西尔一世得到了关于亚斯曼意图的情报，希腊军区总督奥尼亚斯已做好充分准备，集结了军区中的军队，修补城墙并在其中配备了投石机以面对穆斯林即将到来的进攻。
约翰·斯凯利兹记载道亚斯曼对城市发动了有效的进攻，但被防御者用“投石器投掷出的石块，飞弹和飞镖，以及徒手从城墙上扔下的石块”打退，同时城内守军配备有希腊火的舰船击沉了几艘阿拉伯舰船。最终，亚斯曼在他的军队面前放置了一个巨大的，盛满黄金的盾牌，承诺将它连同一百个少女一起奖给第一个爬上城墙的士兵。当城内守军目睹此事时，他们知道最后的进攻即将到来，于是大声呐喊彼此鼓励，主动发动了突击。守军的突袭取得了成功，歼灭了许多攻城者，使得剩余的士兵逃离了。
斯凯利兹称亚斯曼也在对抗中阵亡，但这显然是一个错误或混淆，因为9世纪的穆斯林学者塔巴里（Al-Tabari）记载道亚斯曼在886及888年对拜占庭发动了进一步的进攻，并在891年对拜占庭在萨兰杜（Salandu）的堡垒发动围攻时阵亡。

## 后续
尽管拜占庭在此次战役中获胜，萨拉森人的进攻并没有减弱，并在10世纪早期的黎波里的里奥（Leo of Tripoli）以及塔尔苏斯的达米安（Damian of Tarsus）的掠夺活动中达到了高峰，在904年拜占庭第二大城市塞萨洛尼基被攻陷后告终。直到920年代，拜占庭才开始重新占据上风，到了960年代在尼基弗鲁斯二世（Nikephoros II Phokas）的领导下收复了克里特岛、塞浦路斯，并最终收复了塔尔苏斯和奇里乞亚。